# Kefir
Kefír je napitek iz skisanega polnovrednega ali posnetega kravjega mleka. Pri nastajanju kefirja pomembno vlogo igrajo kefirne »gobice« - simbioza nekaj različnih oblik mikroorganizmov: mlečnokislinskih streptokokov in kvasovk, ki pospešujejo proces kisanja mleka.